# ناحیه فدرالی خاور دور

موقعیت ناحیه فدرالی خاور دور در روسیه

ناحیه فدرالی خاور دور (به روسی: Дальневосто́чный федера́льный о́круг) بزرگ‌ترین ناحیه فدرالی روسیه است که شرقی‌ترین بخش‌های خاک روسیه را در خود جای داده است. این ناحیه رتبه هشتم را از لحاظ میزان جمعیت در بین نواحی هشت‌گانه داراست. از نظر تراکم جمعیت نیز ، کم تراکم‌ترین ناحیه فدرال به شمار می‌رود.
در سرشماری سال ۲۰۱۰ میلادی، جمعیت این ناحیه ۶٬۲۹۳٬۱۲۹ نفر (۷۴٬۸٪ شهری) اعلام شد. این ناحیه فدرال در سال ۲۰۰۰ به دستور ولادیمیر پوتین شکل گرفت.

## واحدهای فدرال
این ناحیه فدرال شامل ۹ واحد فدرال است.
| ناحیه فدرالی خاور دور | ناحیه فدرالی خاور دور | ناحیه فدرالی خاور دور  | ناحیه فدرالی خاور دور | ناحیه فدرالی خاور دور   |
| #                     | پرچم                  | ناحیه                  | جمعیت                 | مرکز                    |
| --------------------- | --------------------- | ---------------------- | --------------------- | ----------------------- |
| ۱                     |                       | استان آمور             | ۸۳۰،۱۰۳               | بلاگووشچنسک             |
| ۲                     |                       | استان خودگردان یهودی   | ۱۷۶،۵۵۸               | بیروبیجان               |
| ۳                     |                       | سرزمین کامچاتکا        | ۳۲۲،۰۷۹               | پتروپاولوفسک-کامچاتسکیی |
| ۴                     |                       | استان ماگادان          | ۱۵۶،۹۹۶               | ماگادان                 |
| ۵                     |                       | سرزمین پریمورسکی       | ۱،۹۵۶،۴۹۷             | ولادی‌وستوک              |
| ۶                     |                       | جمهوری یاقوتستان       | ۹۵۸،۵۲۸               | یاقوتسک                 |
| ۷                     |                       | استان ساخالین          | ۴۹۷،۹۷۳               | یوژنو-ساخالینسک         |
| ۸                     |                       | سرزمین خاباروفسک       | ۱،۳۴۳،۸۶۹             | خاباروفسک               |
| ۹                     |                       | ناحیه خودگردان چوکوتکا | ۵۰،۵۲۶                | آنادیر                  |